# U-18-Faustball-Europameisterschaft der Frauen 2017
Die 12. Faustball-Europameisterschaft für weibliche U18-Mannschaften findet am 15. und 16. Juli 2017 in Kleindötting (Schweiz) zeitgleich mit der Europameisterschaft 2017 für männliche U18-Mannschaften statt. Die Schweiz ist zum fünften Mal Ausrichter der Faustball-Europameisterschaft der weiblichen U18-Mannschaften. Titelverteidiger ist die Österreichische U18-Faustballnationalmannschaft, die ihren Titel 2015 in Kellinghusen gegen Deutschland gewann.

## Teilnehmer
Insgesamt haben vier Nationen für die Europameisterschaften der männlichen U18 gemeldet. Die Vereinigten Staaten dürfen aufgrund einer Sonderregelung der International Fistball Association an den Europameisterschaften teilnehmen, da es in Nordamerika keine kontinentalen Meisterschaften gibt.
- Deutschland (Titelverteidiger)
- Österreich
- Schweiz (Gastgeber)
- Vereinigte Staaten

## Spielplan

### Vorrunde
| Samstag, 15. Juli 2017 |           |                    |   |                    |  |
| 1                      | 11:00 Uhr | Schweiz            | – | Vereinigte Staaten |  |
| 2                      | 11:00 Uhr | Deutschland        | – | Österreich         |  |
| 3                      | 13:30 Uhr | Schweiz            | – | Deutschland        |  |
| 4                      | 13:30 Uhr | Vereinigte Staaten | – | Österreich         |  |
| 5                      | 16:00 Uhr | Schweiz            | – | Österreich         |  |
| 6                      | 16:00 Uhr | Vereinigte Staaten | – | Deutschland        |  |

| Pl. | Team               | Sp. | Sätze | Bälle | Pkt. |
| --- | ------------------ | --- | ----- | ----- | ---- |
| 1   | Deutschland        | 0   | 0:0   | 00:00 | 0    |
| 2   | Österreich         | 0   | 0:0   | 00:00 | 0    |
| 3   | Schweiz            | 0   | 0:0   | 00:00 | 0    |
| 4   | Vereinigte Staaten | 0   | 0:0   | 00:00 | 0    |

## Schiedsrichter
Von der zuständigen Kommission der European Fistball Association wurden fünf Schiedsrichter für die Europameisterschaften der U18 nominiert.
- Markus Plank ( Österreich)
- Mike Braune ( Deutschland)
- Udo Mehle ( Deutschland)
- Cyrille Bournarie ( Schweiz)
- Richard Meyerhans ( Schweiz)